# Lucius Calpurnius Piso Caesoninus (consul in 58 v.Chr.)
Lucius Calpurnius Piso Caesoninus was de zoon van Lucius Calpurnius Piso Caesoninus (zoon) en Calventia; werd door het huwelijk van zijn dochter Calpurnia in 59 v. Chr. de schoonvader van Julius Caesar.
In 59 v. Chr. werd L. Piso Caesoninus door Publius Clodius Pulcher aangeklaagd, wegens uitbuiting van de provincie die hij als propraetor onder zijn hoede had gehad. Slechts ternauwernood wist hij veroordeling te voorkomen, door zich voor de voeten van de rechters te werpen.
Ondanks zijn juridische perikelen besloot L. Piso zich datzelfde jaar nog kandidaat te stellen voor de consulsverkiezingen. Mede dankzij de steun van Julius Caesar en de overige triumviri, wist hij samen met Aulus Gabinius, een beschermeling van Pompeius, aangesteld te worden als consul van het consulaire jaar 58 v. Chr.
Beide consuls zouden tijdens hun ambtstermijn actief de doelstellingen van het triumviraat najagen. Na hun aanstelling gingen beide consuls allereerst een nauwe samenwerking aan met de populistische volkstribuun Publius Clodius Pulcher. Gedrieën wilden zij Cicero, een politiek opponent van de triumviri, voor het gerecht slepen wegens diens aandeel in de terechtstelling van de medestanders van Catilina, in 63 v. Chr. Hoewel Cicero over aanzienlijke politieke connecties beschikte, wist hij dat zijn politieke dagen geteld waren. De gecombineerde politieke krachten die hem uit de weg wilden ruimen, te weten de beide consuls Piso Caesoninus en Aulus Gabinius, plus de radicale volkstribuun Publius Clodius Pulcher en het triumviraat waren zo sterk, dat Cicero zich uiteindelijk gedwongen zag Rome te verlaten.
Voor zijn diensten werd Lucius Piso Caesoninus door de triumviri beloond met een ambtstermijn als propraetor in de rijke provincia Macedonia. Hij bestuurde deze provincie van 57 v. Chr. tot begin 55 v. Chr. Hij werd teruggeroepen, wellicht als gevolg  van de hevige aanval op hem door Cicero in de senaat, in diens toespraak De provinciis consularibus. Bij zijn terugkeer richtte Piso zich tot de senaat en verdedigde zich, waarna Cicero antwoordde met de ruwe en overdreven schimprede, die als In Pisonem bekendstaat. Piso gaf een pamflet uit als repliek, en de kwestie bloedde dood; Cicero was bang om de schoonvader van Caesar voor het gerecht te brengen.
In 50 v. Chr. werd Piso Caesoninus, samen met Appius Claudius Pulcher, aangesteld als censor.
Bij het uitbarsten van de burgeroorlog bood Piso zijn diensten als bemiddelaar aan, maar toen Caesar opmarcheerde naar Rome verliet hij de stad bij wijze van protest. Hij verklaarde echter geen absolute steun aan Pompeius, maar bleef neutraal, waardoor hij de eerbied van Caesar niet verspeelde.
Na de moord op de dictator drong hij er sterk op aan dat de bepalingen uit diens testament strikt werden uitgevoerd, en werkte Antonius enige tijd tegen. Later echter werd hij een van zijn verdedigers en wordt hij vermeld als deelnemend aan een missie naar Antonius' kamp in Mutina, met als doel het bewerkstelligen van een verzoening.
Er wordt verondersteld dat hij de eigenaar was van de 'Villa dei Papyri' in Herculaneum.

## Voetnoten
1. ↑  Valerius Maximus, VIII, 1.
2. ↑  Appianus, Bellum Civile, II, 14.
3. ↑  Cassius Dio, Historia, XXXVIII, 16; Cicero, In Pisonem, 12-17, 77-78; Pro Sestio, 17-24.
4. ↑  Cassius Dio, Historia, XL, 63.
5. ↑  Caesar, Bellum Civile, I, 3.
6. ↑  Appianus, Bellum Civile, II, 135-136, 143.
7. ↑  Silicon Valley en AI staan op het punt om een schat aan antieke teksten leesbaar te maken . Gearchiveerd op 16 december 2023.